# Boderište
Boderište (en serbe cyrillique : Бодериште) est un village de Bosnie-Herzégovine, situé dans le district de Brčko. Selon les premiers résultats du recensement de 2013, il compte 789 habitants.

## Démographie

### Évolution historique de la population dans la localité
| 1948 | 1953 | 1961 | 1971 | 1981 | 1991 | 2013 |
| ---- | ---- | ---- | ---- | ---- | ---- | ---- |
| -    | -    | 876  | 977  | 982  | 965  | 789  |

|  |